# Miglieglia
Miglieglia je obec ve švýcarském kantonu Ticino, okresu Lugano. Žije zde 311 obyvatel.

## Geografie
Obec Miglieglia, obklopená lesy, leží v nadmořské výšce 717 m nad údolím říčky Magliasina na jihovýchodním svahu hory Monte Lema, která je s 1619 m nad mořem nejvyšším bodem obce. Nejnižší bod se nachází na krajním jihovýchodě obce v nadmořské výšce 504 m n. m. u ústí potoka Riale di Monte Pellegrino do řeky Magliasina.
Sousedními obcemi jsou Alto Malcantone na severu, Aranno na východě, Novaggio na jihu a Curiglia con Monteviasco a Dumenza (v italské provincii Varese) na západě.

## Historie

Letecký pohled (1948)

Vesnice, pravděpodobně osídlená již v římských dobách, je poprvé zmiňována v roce 1214 jako Mullielia.
Jako obec je uváděna ves Tortoglio (v roce 1335 Tortolio). Odváděla desátky klášteru svatého Abbondia z Coma a v roce 1431 farnímu kostelu svatého Lorenza z Brena. Podle legendy její obyvatelstvo zachvátil mor, po němž byla vesnice před rokem 1445 opuštěna; část obyvatel se v 16. století přestěhovala do Miglieglie. Dlouholetý spor mezi Miglieglií a Brenem o příslušnost a vlastnictví pozemků v Tortoglii byl ukončen až v roce 1890. V roce 1818 zde byla nalezena zlatá mince císaře Nera a další artefakty z římské doby. V první polovině 15. století měla obec poskytovat milánskému vévodovi 12 vojáků a válečný materiál.
Projekt sloučení obce se sousedními obcemi Astano, Bedigliora, Curio a Novaggio do nové obce Medio Malcantone byl v roce 2004 po negativním hlasování v obcích zrušen. Dne 26. listopadu 2023 byl v konzultativním referendu schválen návrh na sloučení se sousedními obcemi Astano, Bedigliora, Curio a Novaggio do nové obce Lema, čímž byla obnovena myšlenka, která byla před 20 lety zamítnuta.

## Obyvatelstvo

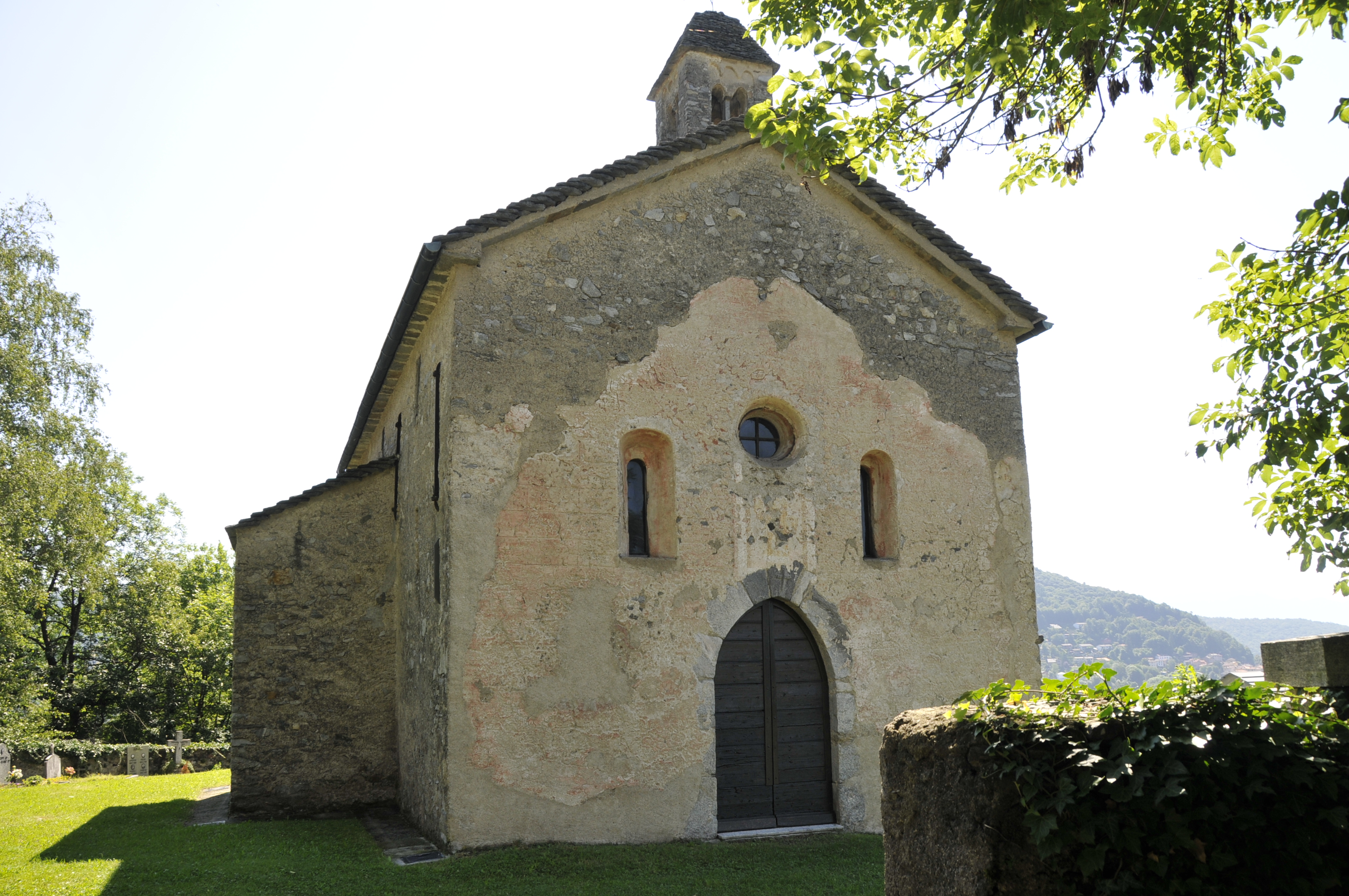
Kostel

| Rok            | 1591 | 1850 | 1970 | 1980 | 1990 | 2000 | 2005 | 2010 | 2015 | 2020 |
| Počet obyvatel | 257  | 314  | 197  | 184  | 210  | 235  | 252  | 270  | 311  | 324  |

## Doprava
Miglieglia se nachází na regionální silnici, spojující Novaggio a Breno. Dopravní obslužnost zajišťuje linka postbusu.
Nejbližší železniční stanice se nachází v Caslanu na železniční trati Lugano – Ponte Tresa.